# آبشار جیم جیم
آبشار جیم جیم (به انگلیسی: Jim Jim Falls) آبشاری است که در کشور استرالیا واقع شده‌است و بلندترین ریزشگاه آن ۲۰۰ متر ارتفاع دارد. حوضهٔ آبریز این آبشار، رود جیم جیم است.